# LinkNYC

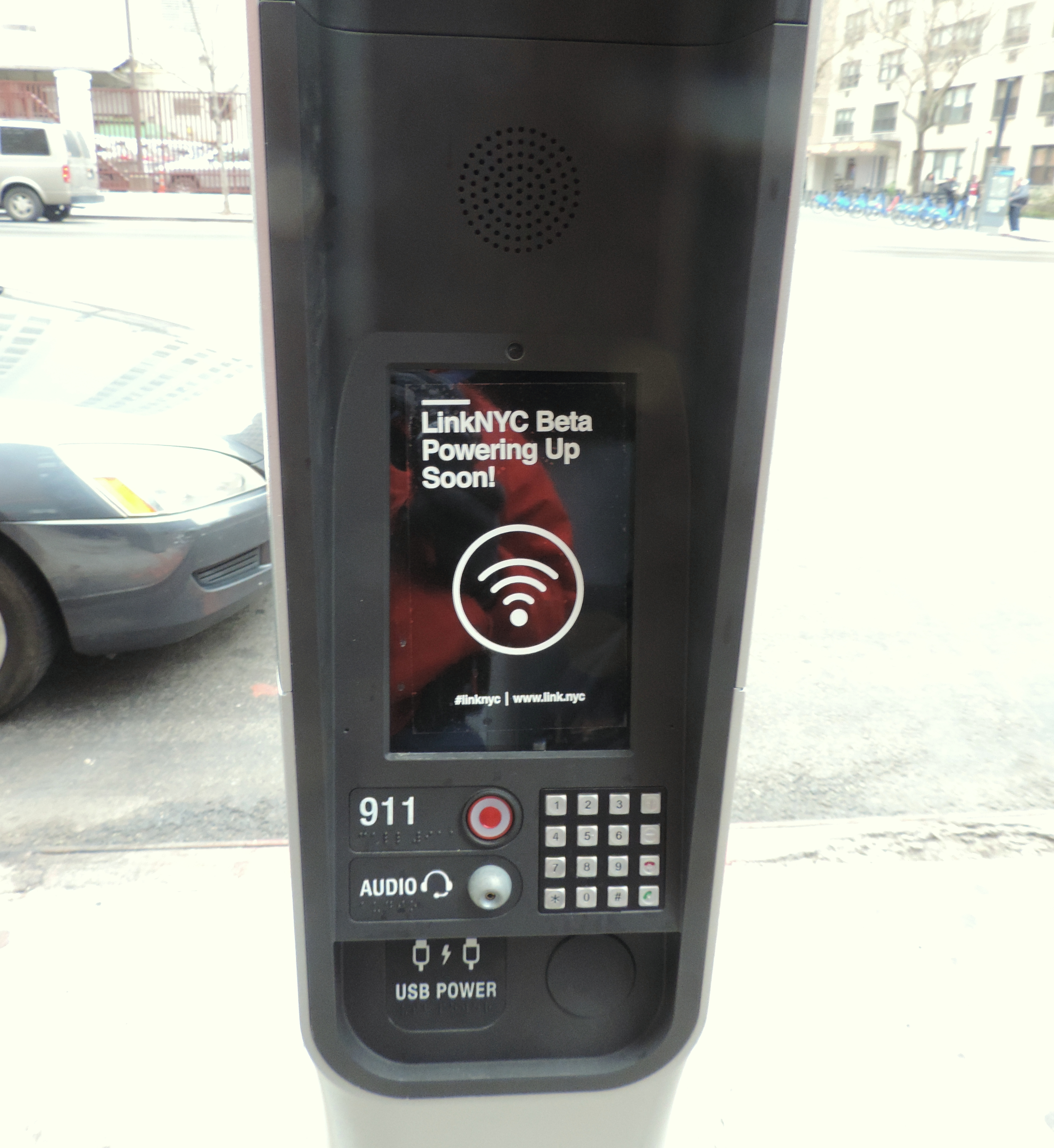
Keyboard

LinkNYC هو مشروع بنيةٍ تحتيّةٍ تهدف إلى إنشاء شبكةٍ لتغطية مدينة نيويورك بخدمة الواي فاي المجانية.
 أُعلن عن هذه الخطة من مكتب رئيس البلدية في 17 نوفمبر عام 2014. المشروع مجانيٌّ تمامًا، قامت شركة جيجابت بتحويل نقاط الهواتف القديمة في نيويورك إلى نقاط وايرلس مفعلة. كان من المقرر البدأ في تشغيل المشروع بشكلٍ كاملٍ في أواخر 2015، ولكن وُضعت نقاط الواي فاي في يناير من العام 2016. ويهدف أن تكون LinkNYC أكبر وأسرع شبكة إنترنت للعامة في العالم بشكل مجاني، ما يقدر بنحو 7500 أكشاك إرسال واي فاي مثبتة في جميع أنحاء منطقة العاصمة مدينة نيويورك.

## التاريخ
في 30 أبريل 2014، طلبت إدارة مدينة نيويورك للتكنولوجيا المعلومات والاتصالات مقترحات لكيفية التوجه نحو تحويل أكثر من 7000 آلاف من الهواتف العمومية في المدينة إلى شبكة واي فاي تشمل كامل مستوى المدينة.